# جوكا ليهتوفارا
جوكا ليهتوفارا (بالفنلندية: Jukka Lehtovaara)‏ (15 مارس 1988 بتوركو في فنلندا - ) هو لاعب كرة قدم فنلندي في مركز حراسة المرمى. شارك مع منتخب فنلندا تحت 21 سنة لكرة القدم ومنتخب فنلندا لكرة القدم. أما مع النوادي، فقد لعب مع نادي توركو.

## وصلات خارجية
- جوكا ليهتوفارا على موقع الاتحاد الدولي (مؤرشف)  (الإنجليزية)
- جوكا ليهتوفارا على موقع قاعدة بيانات كرة القدم.إي يو (الإنجليزية)
- جوكا ليهتوفارا على موقع ناشيونال فوتبول تيمز (الإنجليزية)
- جوكا ليهتوفارا على موقع Soccerway.com (الإنجليزية)
- جوكا ليهتوفارا على موقع عالم كرة القدم.نت (الإنجليزية)